# SCO-Linux爭議
 SCO-Linux爭議，發生於2003年至2010年間的美國著作權訴訟爭議，由軟體公司SCO Group對Linux終端使用者以及IBM公司等Linux供應商提出的一系列法律案件。聲稱擁有UNIX System V部份原始碼所有權的SCO公司，控訴由IBM公司貢獻與整合進入Linux核心中的原始碼中，使用了System V的原始碼，違反著作權。IBM、Novell與Red Hat反駁此項指控。
2007年8月24日，聯邦法院審理SCO對Novell案（SCO v. Novell），法院認定Novell才是Unix商標的合法擁有者，而不是SCO。
2010年3月20日，美国联邦第十巡回上诉法院宣判，Novell才是UNIX與UnixWare商標的合法擁有者。此項判決宣布後，已進入破產保護程序的SCO公司，決定停止繼續提出訴訟。